# Ratsgut

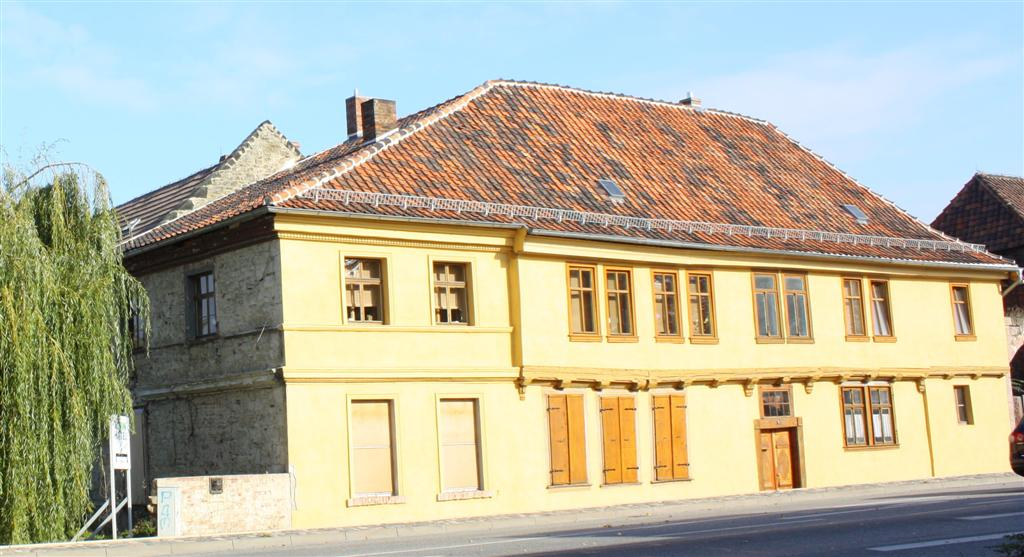
Ratsgut

Das Ratsgut ist ein denkmalgeschütztes Gebäude und ehemaliger Gutshof in der Stadt Quedlinburg in Sachsen-Anhalt.

## Lage
Es befindet sich an der Adresse Oeringer Straße 8 östlich der historischen Quedlinburger Neustadt. Auf der gegenüberliegenden Straßenseite befindet sich das gleichfalls denkmalgeschützte Haus Oeringer Straße 10. Östlich des Hauses fließt die Bode, über die hier die Viehbrücke führt.

## Architektur und Geschichte
Bereits im Mittelalter befand sich am Standort des späteren Ratsguts ein Pesthaus, das zum Heiliggeisthospital gehörte. In späterer Zeit erfolgte dann ein Umbau zum Wirtschaftshof. Seit 1678 wurde es als Ratgut betrieben.
Aus mittelalterlicher Zeit ist die Einfriedung des Hofs erhalten. Die heute bestehenden Gebäude, sowohl das Wohnhaus als auch die Wirtschaftsbauten, zeigen eine barocke Gestaltung, sind in ihrem Kern jedoch zum Teil älterer Entstehungszeit. Auf dem Hof des Guts befindet sich ein großer Taubenturm.